# Diduga aurantiipicta
Diduga aurantiipicta là một loài bướm đêm thuộc phân họ Arctiinae, họ Erebidae.